# 휴가받은 여자
"휴가받은 여자"는 1980년에 개봉한 대한민국의 영화이다.

## 캐스팅
- 유지인
- 이영하
- 하명중
- 조인하
- 장순자